# Ellen Moran
Ellen Moran, née le 1er mai 1966 à Amherst dans le Massachusetts, est actuellement la directrice de l'EMILY's List aux États-Unis. En janvier 2009, elle prend le poste de directrice de communication de la Maison-Blanche quand le président élu Barack Obama prend ses fonctions.

## Études
Ellen Moran obtient un diplôme en sciences politiques et en littérature anglaise au Wheaton College (Massachusetts).

## Carrière
Moran est actuellement directrice de l'EMILY's List, où elle supervise l'équipe nationale et détermine la stratégie globale de la direction de l'organisation afin de fournir une aide financière à des femmes candidates au parti démocrate américain qui prennent des postures politiques progressistes et pro-choix. Ce fut le second mandat de Moran en tant que directrice de l'EMILY's List, faisant au passage un crochet par l'AFL-CIO, où elle coordonna les activités comptables de la corporation Wal-Mart et le Département Politique. En 2004, elle se retira provisoirement de l'AFL-CIO afin de diriger les budgets relatifs aux dépenses du Comité Démocrate National, de gérer l'emplacement des publicités pour la présidentielle, et de coordonner les efforts relatifs à la diffusion de spots télévisés, radiodiffusés, envoyés par mails, ainsi que la publicité par téléphone dans 20 États américains. En 2000, Moran dirigea le campagne d'un coût de 50 millions de dollars du Comité de Campagne du Congrès Démocrate.
L'expérience politique de Moran inclut le management de campagnes pour les gouverneurs, le Sénat américain et la Chambre des représentants. Elle a aussi travaillé dans l'équipe de campagne présidentielle de Tom Harkin en 1992; elle a enfin conduit un travail relatif à la diffusion de la démocratie en Indonésie pour l'Agence des États-Unis pour le développement international. En 1993, Moran dessine le programme de l'équipe de campagne de l'EMILY's List et est nommée directrice pour la première fois. Moran a aussi supervisée la première incursion de l'EMILY's List dans une mobilisation électorale en 1994.
Elle fut nommée en tant que nouvelle directrice de communication de la Maison-Blanche le 22 novembre 2008.